# Look Ma, No Brains!
«Look Ma, No Brains!» es una canción de la banda de rock estadounidense Green Day, lanzada el 2 de noviembre de 2023 como el segundo sencillo de su decimocuarto álbum de estudio Saviors (2024). Fue lanzada junto con un vídeo musical a través de Reprise Records. Se lanzó un video musical junto con el sencillo el 2 de noviembre de 2023. La canción se lanzó originalmente en vinilo junto con el primer sencillo "The American Dream is Killing Me" el 24 de octubre de 2023.

## Antecedentes y composición
"Look Ma, No Brains!" fue lanzado originalmente junto con el primer sencillo "The American Dream is Killing Me" en un vinilo de 7 pulgadas. No se lanzó oficialmente en formato digital ni para transmisión hasta el 2 de noviembre, cuando se lanzó como sencillo, junto con un video musical. La banda anunció en sus redes sociales que "Look Ma, No Brains!" sería la próxima canción que lanzarán el 27 de octubre.
Considerada un regreso a las raíces punk de la banda, los críticos han descrito la canción como una canción de punk rock breve y rápida en contraste con su álbum anterior Father of All Motherfuckers (2020).